# 日本演歌歌謡大賞への道
日本演歌歌謡大賞への道（にほんえんかかようたいしょうへのみち）とは、有線大賞の後任番組として日本BS放送で放送されている歌謡トーク番組である。

## 放送日・放送時間
| 回 | 放送年月日     | 放送時間（JST） | MC         | ゲスト                           | 備考                    |
| -- | -------------- | --------------- | ---------- | -------------------------------- | ----------------------- |
| 1  | 2018年8月26日  | 5：00 - 5：30   | 小林奈々絵 | 氷川きよし、大月みやこ           | 次回から朝4：30放送開始 |
| 2  | 2018年9月23日  | 4：30 - 5：00   | 小林奈々絵 | 三山ひろし、杜このみ、辰巳ゆうと |                         |
| 3  | 2018年10月28日 | 4：30 - 5：00   | 小林奈々絵 | 堀内孝雄、水森かおり、村木弾     |                         |
| 4  | 2018年11月25日 | 4：30 - 5：00   | 小林奈々絵 | 冠二郎、松原健之、中澤卓也       |                         |
| 5  | 2018年12月23日 | 4：30 - 5：00   | 小林奈々絵 | 増位山太志郎、松尾雄史、朝花美穂 |                         |
| 6  | 2019年1月27日  | 4：30 - 5：00   | 小林奈々絵 | 湯原昌幸、田川寿美、羽山みずき   |                         |
| 7  | 2019年2月24日  | 4：30 - 5：00   | 小林奈々絵 | 総集編                           |                         |

## スタッフ
- プロデューサー：高木征太郎、知野美紀子
- AP：郡司玲奈
- ディレクター：大石渉
- AD：松本賢一、キュウシァォティン
- スーパーバイザー：工藤嘉高、齊藤信立、杉山隆一
- ナレーター：木村結香、馬場奈々瀬

- 構成：荒井靖裕
- PA：久保田晴也

- 音声：ステレオ

- 編集：三浦真仁、高野智子

- MA：上甲典靖
- 撮影協力：SUBIR AKASAKA TOKYO
- 技術協力：テックサービス、スタジオナオ

- 制作協力：ぴあ

- 製作著作：全国有線音楽放送協会